# دهورن (آریزونا)
دهورن (به انگلیسی: Dehorn) یک منطقهٔ مسکونی در ایالات متحده آمریکا است که در آریزونا واقع شده‌است. دهورن ۱٬۴۸۹ متر بالاتر از سطح دریا واقع شده‌است.